# Mariya Fadeyeva
Pour les articles homonymes, voir Fadeïev.
Mariya Ivanovna Fadeyeva-Aleksashina (russe : Мария Ивановна Фадеева-Алексашина), née le 4 mars 1958 à Pskov (RSFS de Russie), est une ancienne rameuse soviétique d'origine russe. Elle est médaillée de bronze aux Jeux de 1980.

## Carrière
Mariya Fadeyeva fait partie de l'équipage de quatre sans barreuse qui remporte la médaille de bronze lors des Jeux olympiques d'été de 1980.

## Palmarès

### Jeux olympiques
- Jeux olympiques d'été de 1980 à Moscou ( Union soviétique) :
  -  médaille de bronze en quatre sans barreuse